# K. T. McFarland

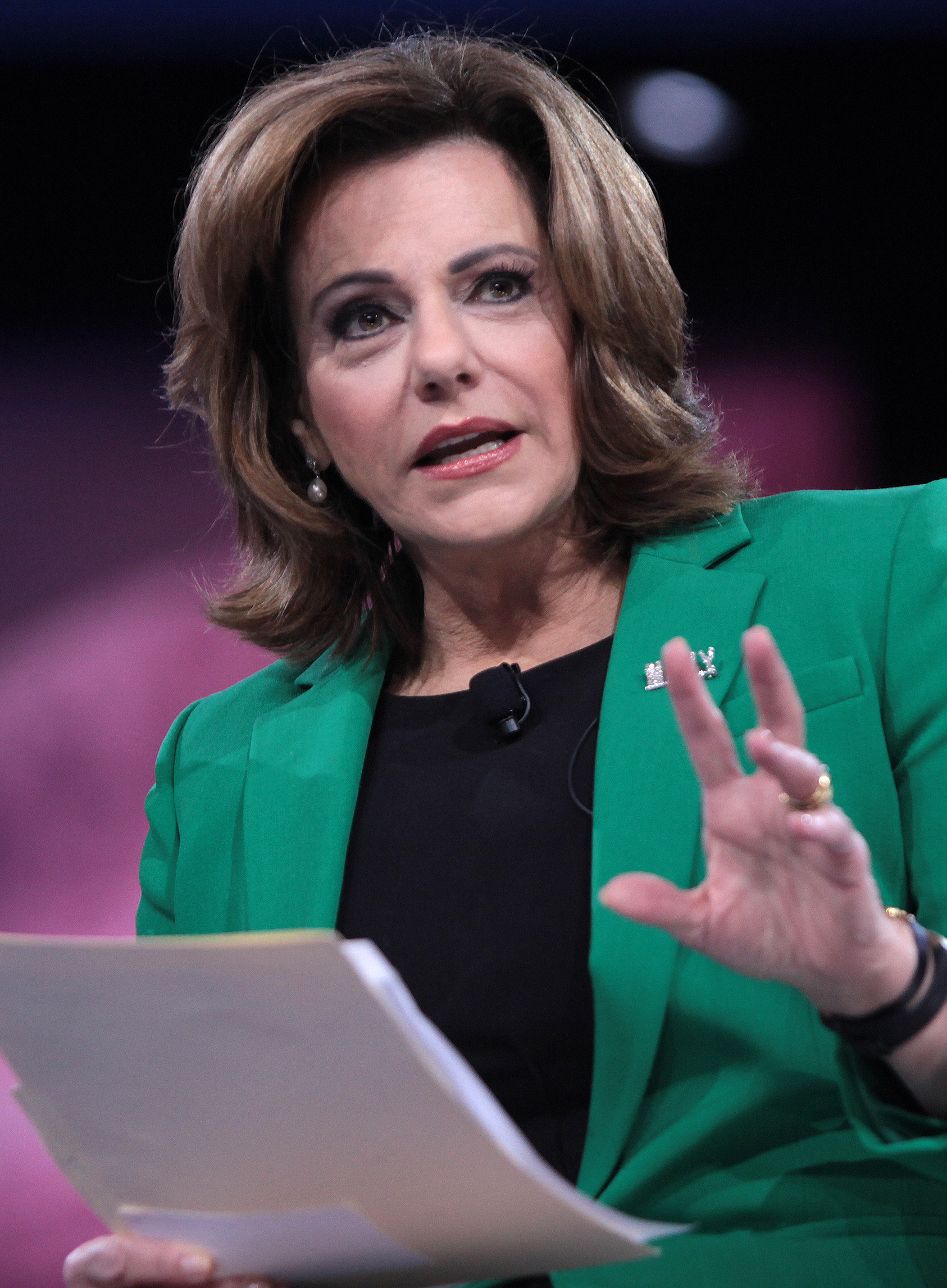
K. T. McFarland (2016)

Kathleen Toria McFarland (* 22. Juli 1951 in Madison, Wisconsin; in den Medien meist mit K. T. McFarland bezeichnet) ist eine amerikanische Regierungsbeamtin und politische Kommentatorin.
In den 1970er Jahren arbeitete sie während der Regierungszeiten der Präsidenten Nixon und Ford für den Nationalen Sicherheitsrat, in den 1980er Jahren unter Ronald Reagan für das US-Verteidigungsministerium. Im Jahr 2006 bewarb sie sich erfolglos für die Kandidatur der Republikanischen Partei bei den Wahlen zum Senat der Vereinigten Staaten und begründete ihren Versuch damit, dass viel zu wenige ernstzunehmende Kandidaturen in seit Jahrzehnten an eine Partei vergebenen Staaten stattfänden und dies als faktische Einparteienherrschaft das Zweiparteiensystem erodieren ließe. Danach trat McFarland häufig als Analystin für das TV-Netzwerk Fox News auf und moderierte für den Sender regelmäßig die Sendung DEFCON 3, wodurch sie – ohne jegliche Verbindung zu seinem Wahlkampfteam – für den designierten Präsidenten Donald Trump ein geschätztes Gesicht war und Ende 2016 das Angebot bekam, am neuen Stab im Weißen Haus mitzuwirken.
Im Frühjahr 2017 war McFarland folglich für wenige Monate die Stellvertreterin der Nationalen Sicherheitsberater Michael Flynn und H. R. McMaster im Kabinett von US-Präsident Donald Trump; im Mai des Jahres trat sie zu Gunsten von Ricky L. Waddell zurück, dem Wunschkandidaten ihres vorübergehend neuen Vorgesetzten McMaster. Darauf wurde sie, wie bereits in den Wochen zuvor während der Suche nach ihrem Nachfolger geplant, im selben Monat für die Position der US-Botschafterin in Singapur nominiert. Nach ihrer erfolgreichen Anhörung im September blieb die Bestätigung durch den vollen Senat zunächst aus, weil sie in den Monaten danach nicht auf die Tagesordnung gesetzt wurde. Im Zuge der Russland-Ermittlungen gegen Michael Flynn geriet im Dezember des Jahres schließlich auch McFarland ins Blickfeld, da sich herausstellte, dass sie noch vor Antritt der Regierung entsprechende Informationen von Flynn aus dem Gespräch mit Sergei Kisljak an ihren Apparat weitergeleitet hatte und sie zusammen mit Jared Kushner Flynn zu seiner mittlerweile zugegebenen Falschaussage gegenüber dem FBI angewiesen hatte. In der Folge wurde ihre Bewerbung als Botschafterin vom Senat zurückgesendet. Nur wenige Tage nachdem die Regierung ihre Nominierung dennoch erneuert hatte, erklärte sie im Februar 2018 ihren Rückzug.